# Octopus hongkongensis
Octopus hongkongensis (лат.) — вид головоногих моллюсков из отряда осьминогов.
Длина тела со щупальцами до 100 см. Обитает в северо-западной части Тихого океана. Бентосное животное, встречается в умеренных водах на глубине 150—630 м. Для оценки охранного статуса вида недостаточно данных, он не является объектом промысла.